# Pivovarská flošna
Pivovarská flošna (označována též jako Luneta XXXIX) je jedna ze tří flošen (či tzv. lunet) bývalé královéhradecké barokní pevnosti. Nachází se na levém břehu Orlice v těsné blízkosti koupaliště Flošna, které je po ní a sousední Pajkrově flošně pojmenováno.

## Historie

### Součást pevnosti
Pivovarská flošna byla postavena v roce 1784 jako součást předsunutého opevnění hradecké bastionové pevnosti podle návrhu inženýra Nikolause Kleindorfa. Jde o pozdně barokní fortifikační architekturu. Jádrem areálu je dochovaná dvoupatrová kasematní budova postavená na poměrně komplikovaném půdorysu. Zdivo je režné, cihlové, portály, římsy a nároží jsou vyztuženy kvádrovým zdivem. Budova byla původně obklopena vyzděným příkopem hlubokým tři metry, který byl později zasypán. Výška zděné části objektu je tak zhruba poloviční oproti původnímu stavu, činí 3,2 metru. střecha je tvořena dva metry vysokým hliněným násypem, ze kterého vystupují větrací komíny. Uvnitř se nachází pět podlouhlých kasematních místností zaklenutých valenou klenbou, v obvodových zdech se nacházely střílny.
Flošna stojí na umělém návrší, které bylo doplněné o zemní valy chránící kasematní objekt. Se zbytkem pevnosti byla spojena přístupovou hrází, která umožňovala přístup i v případě zaplavení území kolem Orlice. Do samotného objektu se dalo vstoupit jen po dřevěném mostě přes vyzděný příkop.

### Další využití

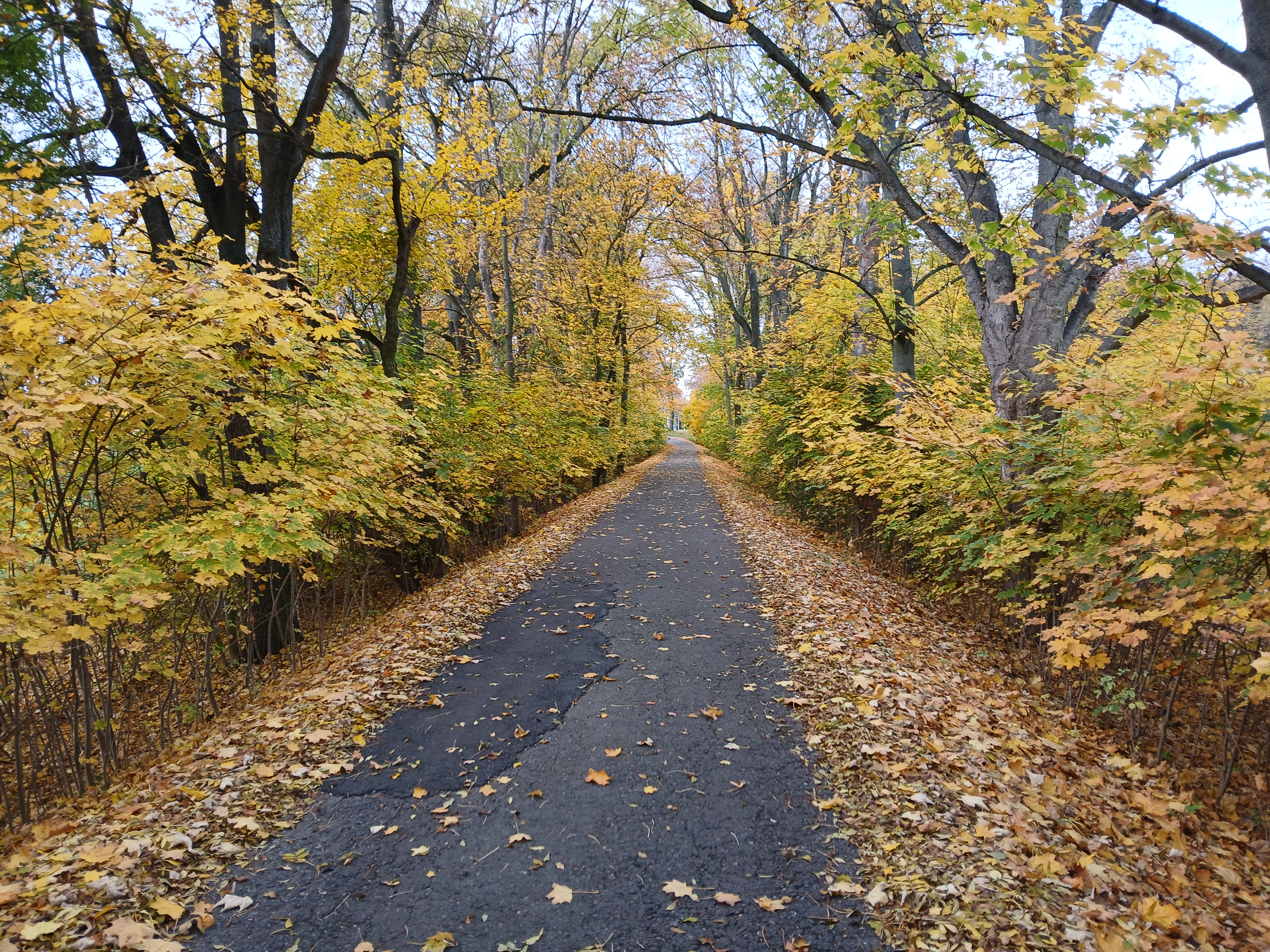
Násep příjezdové cesty-pohled směrem k Orlici

Po bitvě u Hradce Králové v roce 1866 význam hradecké pevnosti v souvislosti s novými trendy ve vojenství klesl. Roku 1893 došlo k odkoupení pozemků a pevnostních budov městem, na čemž měl hlavní podíl hradecký městský zastupitel Ladislav Jan Pospíšil. Vzápětí započalo bourání hradeb a dalších pevnostních objektů, jiné našly nové využití. Pivovarská flošna byla přestavěna na skladovací prostory a vystřídala několik nájemců. Kromě zasypání příkopu a odstranění zemních valů došlo v tomto období k několika úpravám narušujícím původní objekt. Nejvýraznější úpravou bylo vybourání obvodových zdí za účelem zřízení oken a dveří, kdy byla původní 160–200 cm silná zeď zúžena na 60 cm. Zaniklo tak například několik původních střílen.
Mezi lety 1893 a 1899 sloužila flošna jako skladiště a stáje firmy Josefa Pilnáčka. Následujících deset let sloužily prostory továrně na klavíry a harmonia Hugo Lhota a spol. V roce 1909 se stal nájemcem Hradecký měšťanský pivovar, podle kterého získala flošna své jméno. Pivovar objekt využíval jako skladiště a konírny, také v něm zřídil byty pro své zaměstnance. Objekt dále sloužil dalším provozovatelům, byly zde sklady a dílny. V šedesátých letech využívala polovinu objektu Lékařská fakulta v Hradci Králové Univerzity Karlovy na chov pokusných zvířat, jedna kasemata sloužila Východočeskému výkupnímu podniku jako stáj na výkrm jatečného dobytka.

### 21. století

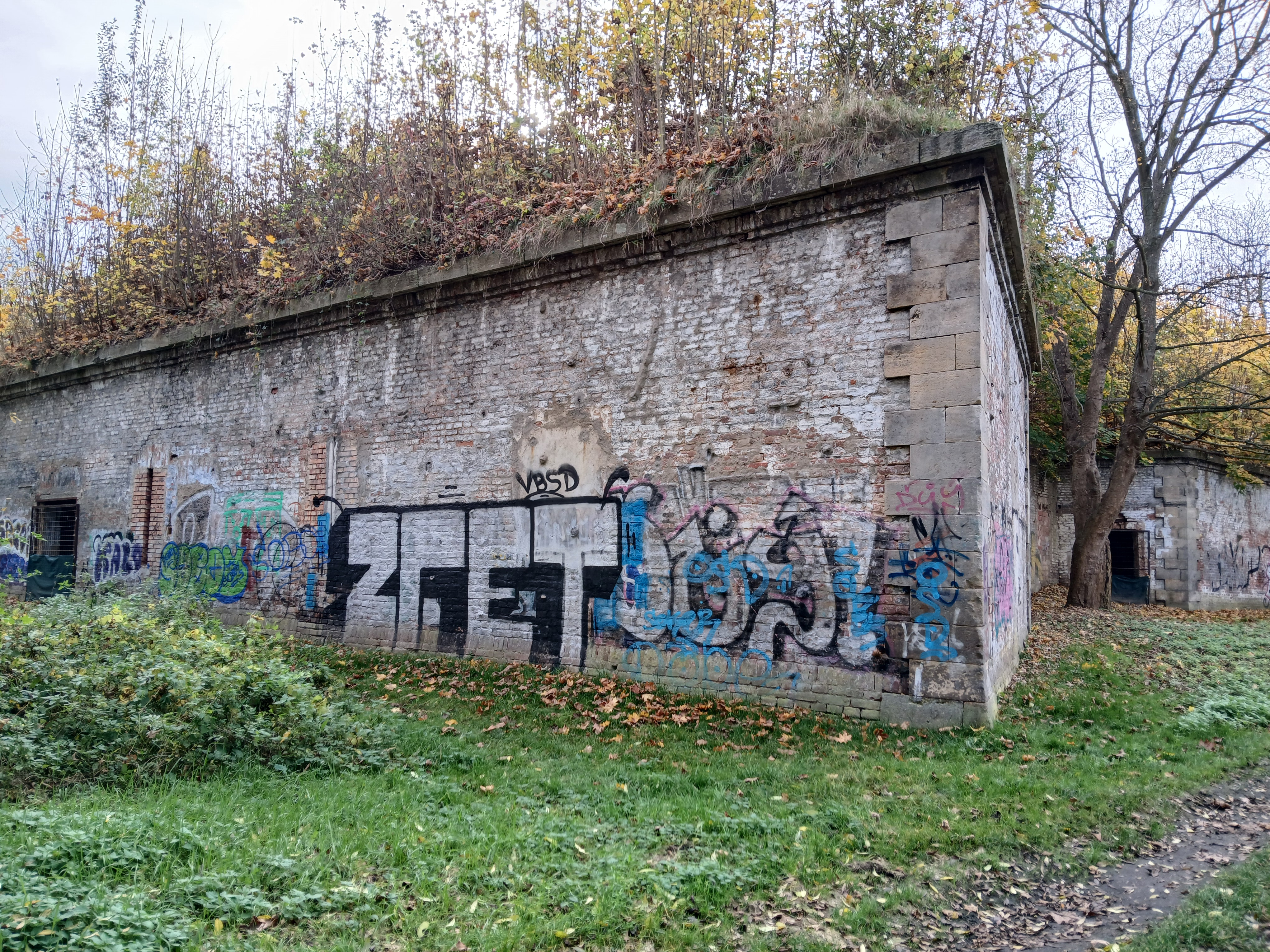
Sgrafity na severovýchodní straně objektu

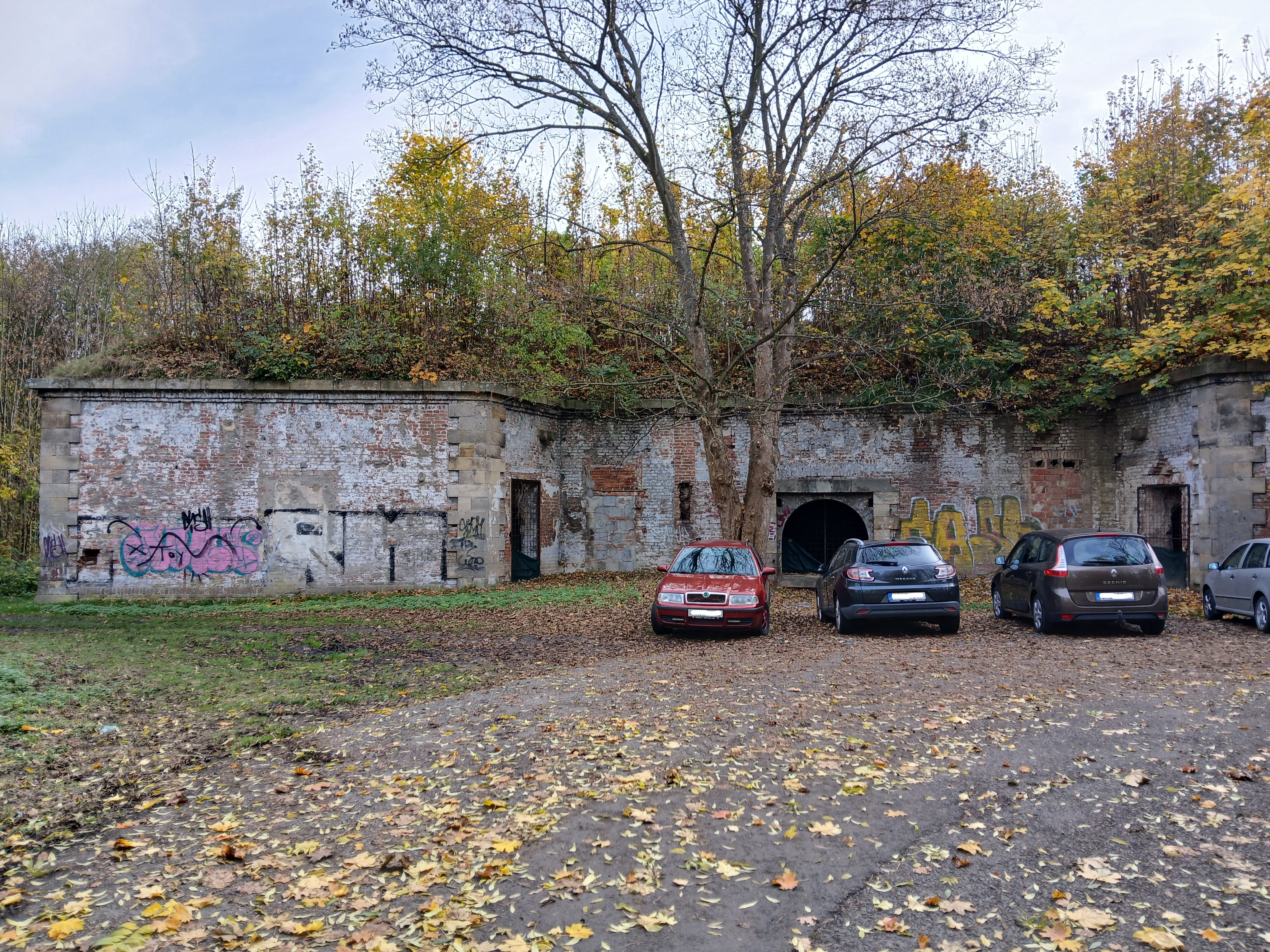
Pohled na týlovou stěnu objektu

Do 21. století se na místě dochoval hlavní kasematní objekt, pozůstatky valů a příjezdová cesta na vyvýšeném náspu. U cesty se nachází tři pilíře vjezdové brány. Původní cestu využívá asfaltová silnička (dnešní ulice Pivovarská flošna) vedoucí k budově katedry tělesné výchovy a sportu Univerzity Hradec Králové. Prostor před flošnou slouží jako parkoviště. V roce 2024 patří samotný objekt městu a bez využití chátrá. Zemní násep na střeše objektu je pokryt náletovými dřevinami, bývalá okna a vstupy jsou buď zazděny, nebo zabezpečeny mříží proti nepovolenému vniknutí. Zdivo objektu je narušeno mrazem, hlavní římsa je na několika místech porušená. Do objektu zatéká, povrch budovy je znečištěn sgrafity. Záznam památkového katalogu z roku 2015 uvádí stav flošny jako havarijní.

## Budoucnost
Čas od času se v médiích objeví zpráva o využití Pivovarské a blízké Pajkrovy flošny. Například v roce 2009, v době před výstavbou koupaliště Flošna, zveřejnil hradecký deník článek s vizualizací budoucí podoby objektu. Podle vizualizace měl být objekt zrekonstruován do podoby blízké té původní, a to včetně obnovy příkopu. vyhotovená studie počítala se vznikem jazzového klubu, jelikož objekt má výbornou akustiku. Flošna tak měla doplnit areál koupaliště a zatraktivnit vyžití v lokalitě. K roku 2024 však k realizaci zatím nedošlo.